# ブラザー・サン シスター・ムーン
『ブラザー・サン シスター・ムーン』（英語：Brother Sun Sister Moon, 伊語：Fratello sole, sorella luna）は、1972年のイタリア・イギリスの合作映画。

## 概要
フランコ・ゼフィレッリの監督による、アッシジのフランチェスコの半生を描いた映画。宗教的題材を借りた青春映画であり、宗教映画的な説教臭さは薄められて、万人にも見やすい内容に仕上げられた。
女流映画監督のリナ・ウェルトミューラーも脚本で参加している。スコットランドのフォーク・ロック歌手のドノヴァンがリズ・オルトラーニと共に音楽を担当して、主題歌と挿入曲を書き下ろして歌っている。

## あらすじ
イタリアのアッシジに住む商人ピエトロ（L・モンタギュー）とピカ（V・コルテーゼ）の間の一人息子として生まれたフランチェスコ（G・フォークナー）は陽気でいたずらだった。彼には4人の遊び仲間がいた。見習い修道士で勉学と宗教に打ち込むシルベストロ（M・フィースト）、セックスへの興味一辺倒のジオコンド（N・ウイラット）、理想に燃える騎士ベルナルド（L・ロウソン）、法学生のパオロ（K・クランハム）だった。18歳のとき、アッシジとペルジアの間に戦争が起こり、4人の仲間と、グィード司教（J・シォープ）の祝福をうけて戦場におもむいた。だが、凄惨な戦いに敗れ、熱病に冒されて帰ってくると何週間もベッドに横たわり、生死の間をさまよった。
ある朝、窓辺の小鳥の声に眼を覚ました。無心に手をさしのべながら近づき、屋根の上にでた彼は、小鳥の後について手をはばたかせた。まるで大空へ飛びたつかのようだった。その向こうには、野や山が開けていた。フランチェスコに自分でも気づかないほどの大きな変化が起きていた。ある日、果樹園で休んでいた彼に、美しい娘クレア（J・ボウカー）が近づいてきた。「あなたは気が変という噂よ。小鳥のように歌い、蝶を追い花を見ているから。でも私には、狂っていたのは戦争にいく前だと思えるわ」
彼は自然の中で生きものの素晴らしさを悟った。次第に彼の眼は自分の周りの人間を見つめだした。働く者、老いた者、病いに苦しむ者……教会の中には富める人々が、外には貧しいながら懸命に祈る人々がいた。あまりにも大きなへだたり、神はこれを許すのだろうか。彼は「NO!」と叫ばずにはいられなかった。家に帰ったフランチェスコは店にある高価な布を窓から投げだした。激怒した父親は彼をひきずり、領事（A・チェリ）の裁きを乞うたが、何もならず、フランチェスコは着ている服を脱ぎ、両親に返した。「もうあなたの息子ではない。人間に大切なのは富ではなく心です。これからはキリストのように乞食になります」
裸になり城門を出た彼は、太陽に向かって両腕を広げながら野に向かった。雪が降り、真っ白におおわれた野に一人、フランチェスコはサン・ダミアノ教会建設をめざしていた。十字軍の英雄として帰ってきたベルナルドは、その勇気ある姿に強く打たれ、彼に協力を申し出た。また昔の親友たちも次々と加わっていった。髪を切ったクレアも参加し、貧しいが素朴な人々が集まるようになった。
だが司教の陰謀によってサン・ダミアノ教会は焼かれ、仲間の一人が殺されるに及んで、フランチェスコは自ら問うのだった。私のしたことが間違いだったのか? 彼は仲間たちとローマ法廷に請願に行くことにした。やっとのことでローマ教皇（A・ギネス）に謁見が許され、キリスト教の腐敗を説いた。教皇はいたく心を動かされ、彼に跪いた。貧しい人々から聖人と呼ばれたフランチェスコは故郷に帰った。彼にはやはりここが一番よかった。鳥が歌い、小川がささやいていた。彼は兄なる太陽や姉なる月のように安らかで鳥やけだもののように幸せだった。

## キャスト
| 役名                         | 俳優                       | 日本語吹替   | 日本語吹替   |
| 役名                         | 俳優                       | ソフト版     | 日本テレビ版 |
| ---------------------------- | -------------------------- | ------------ | ------------ |
| フランチェスコ               | グレアム・フォークナー     | 竹若拓磨     | 荒木真一     |
| クララ                       | ジュディ・バウカー         | 山田里奈     | 芳賀みちる   |
| ベルナルド                   | リー・ローソン             | 大黒和広     |              |
| パオロ                       | ケネス・グレアム           | みやざこ夏穂 |              |
| シルベストロ                 | マイケル・フィースト       | 水野光太     |              |
| ジオコンド                   | ニコラス・ウィラット       | 横尾博之     |              |
| ピカ(フランチェスコの母)     | ヴァレンティナ・コルテーゼ | 八十川真由野 |              |
| ピエトロ(フランチェスコの父) | リー・モンタギュー         | 佐々木梅治   |              |
| グィード司教                 | ジョン・シャープ           | 円谷文彦     |              |
| 長官                         | アドルフォ・チェリ         | 小島敏彦     |              |
| インノケンティウス3世        | アレック・ギネス           | 佐々木敏     |              |
|                              |                            |              |              |
| 翻訳                         | 翻訳                       | 芝谷真由美   |              |
| 演出                         | 演出                       | 松川陸       |              |

## スタッフ
- 監督・脚本：フランコ・ゼフィレッリ
- 脚本：スーゾ・チェッキ・ダミーコ、ケネス・ロス リナ・ウェルトミューラー
- 撮影：エンニオ・グァルニエリ
- 音楽：リズ・オルトラーニ、ドノヴァン
- 主題歌:ドノヴァン

- 吹き替え放映

1977年12月28日 日本テレビ 『水曜ロードショー』